# Gianfrancesco Gonzaga (1446-1496)

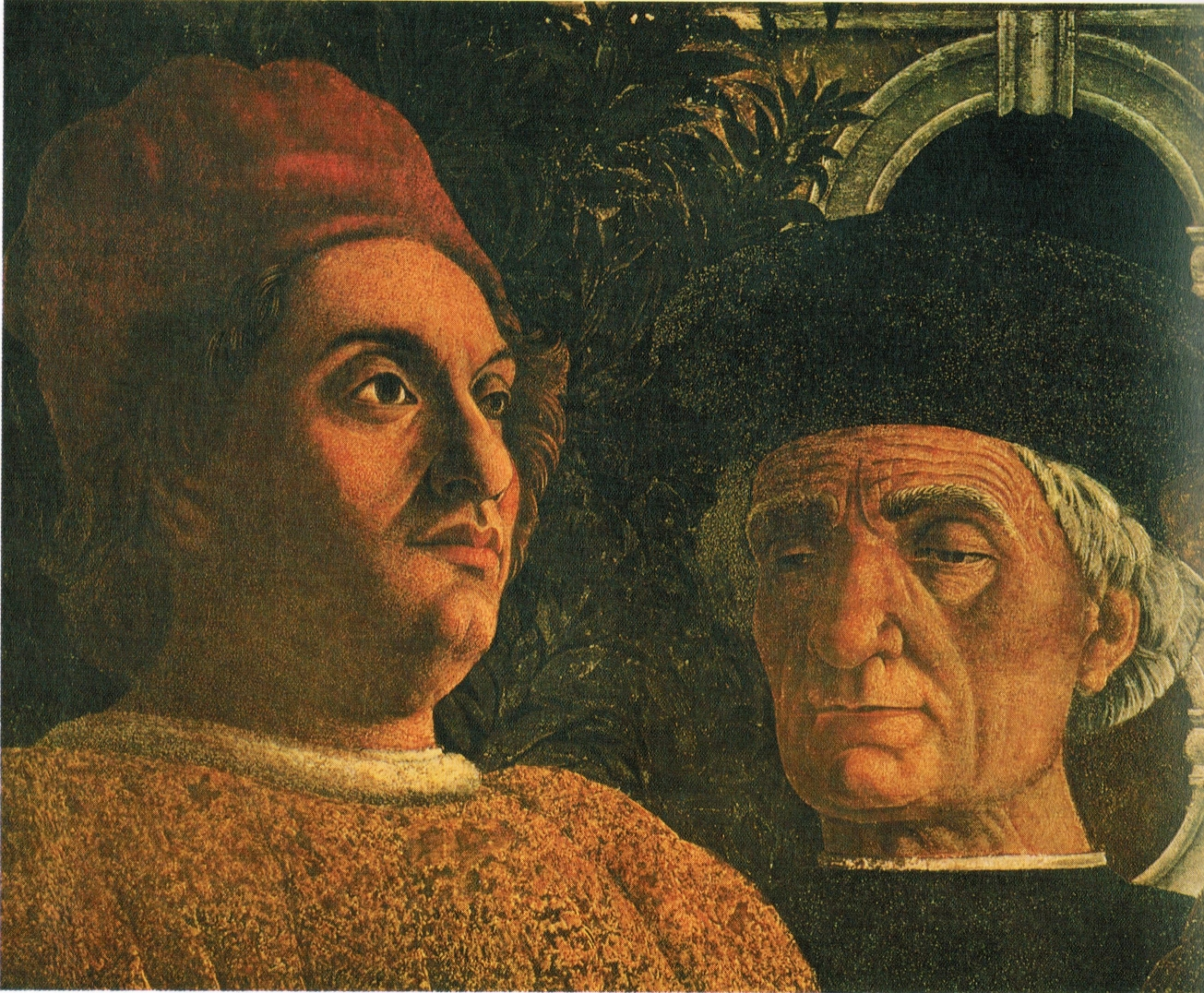
Gianfrancesco Gonzaga (a sinistra) ritratto da Andrea Mantegna (Camera degli Sposi)

Gianfrancesco Gonzaga (Mantova, 4 ottobre 1446 – Bozzolo, 27 agosto 1496) è stato un condottiero italiano.

## Biografia
Era figlio secondogenito del marchese di Mantova Ludovico II Gonzaga e di Barbara di Brandeburgo e fu il primo conte di Sabbioneta, dal 1479 al 1496, dando origine al ramo dei "Gonzaga di Sabbioneta".
Nel 1478, con la morte di Ludovico, il territorio dei Gonzaga posto tra il Po e il fiume Oglio, costituito dai possedimenti di Gazzuolo, Rivarolo Fuori, Bozzolo, San Martino, Commessaggio, Sabbioneta, Isola Dovarese e Dosolo, vennero ereditati dai figli Francesco e Gianfrancesco. Nel 1483, alla morte del fratello cardinale, divenne unico signore dei territori ereditati aggiungendo agli stessi la contea di Rodigo.
Acquisì inoltre la facoltà di trasmettere il titolo ai propri discendenti.
Gianfrancesco scelse Gazzuolo come sede della corte; infatti la cittadina fu fortificata, abbellita e trasformata in una Signoria che divenne marchesato nel 1565.

### Morte
Morì nel 1496 e, come da testamento, i suoi beni vennero divisi tre anni dopo tra i figli maschi: a Ludovico e Pirro toccarono Sabbioneta, Gazzuolo, Belforte, Commessaggio, Dosolo, Pomponesco, Correggioverde e la contea di Rodigo; a Federico a Gianfrancesco toccarono Bozzolo, Rivarolo, San Martino dall'Argine e Isola Dovarese.

## Discendenza
Nel 1479 sposò Antonia del Balzo, figlia di Pirro del Balzo, duca d'Andria e principe di Altamura. Dal matrimonio nacquero dodici figli legittimi:
- n.n., nata prematura e morta il 23 dicembre 1479;
- Ludovico (1480-1540), succeduto al padre e sposo di Francesca Fieschi, figlia di Gian Luigi Conte di Lavagna, ebbero undici figli, cinque maschi (Luigi detto "Rodomonte", Pirro il Cardinale, Gianfrancesco detto "Cagnino", Alfonso e Carlo) e sei femmine (Paola, moglie di Gian Galeazzo Sanvitale signore di Fontanellato, Ippolita, sposa di Galeotto II Pico della Mirandola, Eleonora, consorte di Girolamo Martinengo, Isabella e Caterina, monache, e Giulia, moglie di Vespasiano Colonna);
- Barbara (1482-1558), sposa di Gianfrancesco Sanseverino, conte di Caiazzo;
- Federico (1483-1527), sposo di Giovanna Orsini da cui ebbe il figlio Carlo;
- Dorotea (1485-1538), sposa Gian Francesco Acquaviva d'Aragona, marchese di Bitonto;
- Susanna (1485-1556), sposa di Pietro di Cardona, conte di Collesano;[5]
- Camilla (1488-1529), sposa nel 1518 di Alfonso Granai Castriota (?-1544), marchese di Atripalda;
- Eleonora (1488-1512), che sposò Cristoforo di Weldenberg-Heiligenberg, condottiero imperiale;
- Pirro (1490-1529), sposo di Camilla Bentivoglio, figlia di Giovanni II Bentivoglio, da cui ebbe sette figli;
- Antonia (1493-1540), sposa in prime nozze Alfonso Visconti, signore di Saliceto e in seconde nozze Filippo Tornielli;
- Giovanna, sposa Uberto Pallavicino (1501-1583), marchese di Zibello;
- Gianfrancesco (1493-1500).

Ebbe poi due figli naturali:
- Febo, condottiero;
- Antonia, monaca nel monastero delle Serve di Maria a Mantova.

## Note

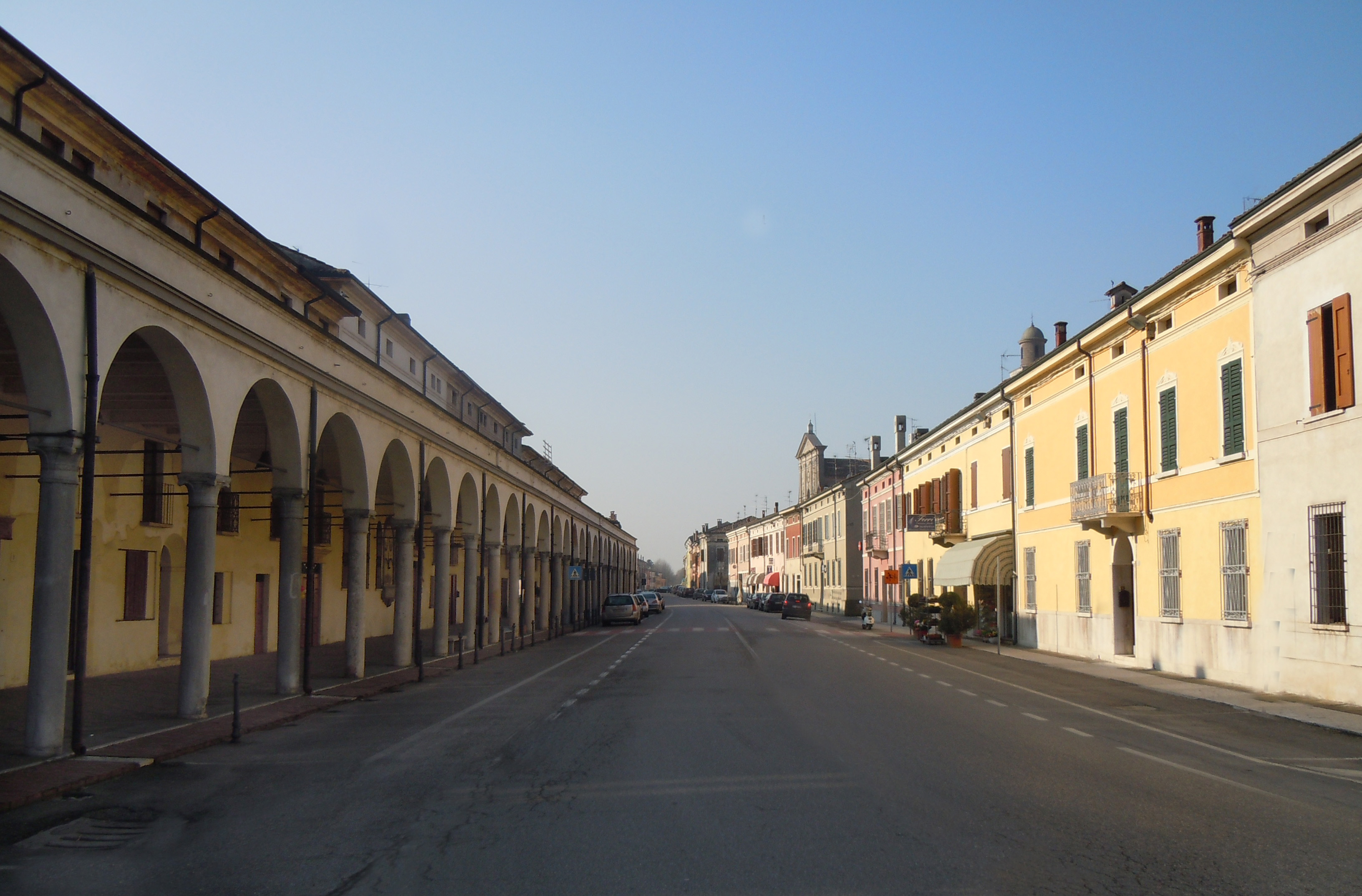
Gazzuolo con i portici gonzagheschi.

## Ascendenza
|                                |                           |                                    | Genitori                           |  |  | Nonni |  |  | Bisnonni            |  |  | Trisnonni           |  |
|                                |                           |                                    |                                    |  |  |       |  |  | Francesco I Gonzaga |  |  | Ludovico II Gonzaga |  |
|                                |                           |                                    |                                    |  |  |       |  |  | Francesco I Gonzaga |  |  | Ludovico II Gonzaga |  |
|                                |                           | Alda d'Este                        |                                    |  |  |       |  |  | Francesco I Gonzaga |  |  |                     |  |
| Gianfrancesco Gonzaga          |                           |                                    |                                    |  |  |       |  |  | Francesco I Gonzaga |  |  |                     |  |
|                                |                           | Margherita Malatesta               | Galeotto I Malatesta               |  |  |       |  |  |                     |  |  |                     |  |
|                                |                           | Margherita Malatesta               | Galeotto I Malatesta               |  |  |       |  |  |                     |  |  |                     |  |
|                                |                           | Margherita Malatesta               | Gentile da Varano                  |  |  |       |  |  |                     |  |  |                     |  |
| Ludovico II Gonzaga            |                           | Margherita Malatesta               |                                    |  |  |       |  |  |                     |  |  |                     |  |
|                                |                           | Malatesta IV Malatesta             | Pandolfo II Malatesta              |  |  |       |  |  |                     |  |  |                     |  |
|                                |                           | Malatesta IV Malatesta             | Pandolfo II Malatesta              |  |  |       |  |  |                     |  |  |                     |  |
|                                |                           | Malatesta IV Malatesta             | Paola Orsini                       |  |  |       |  |  |                     |  |  |                     |  |
| Paola Malatesta                |                           | Malatesta IV Malatesta             |                                    |  |  |       |  |  |                     |  |  |                     |  |
|                                |                           | Elisabetta da Varano               | Rodolfo II Da Varano               |  |  |       |  |  |                     |  |  |                     |  |
|                                |                           | Elisabetta da Varano               | Rodolfo II Da Varano               |  |  |       |  |  |                     |  |  |                     |  |
|                                |                           | Elisabetta da Varano               | Camilla Chiavelli                  |  |  |       |  |  |                     |  |  |                     |  |
| Gianfrancesco Gonzaga          |                           | Elisabetta da Varano               |                                    |  |  |       |  |  |                     |  |  |                     |  |
|                                | Federico I di Brandeburgo | Federico V di Norimberga           |                                    |  |  |       |  |  |                     |  |  |                     |  |
|                                | Federico I di Brandeburgo | Federico V di Norimberga           |                                    |  |  |       |  |  |                     |  |  |                     |  |
|                                | Federico I di Brandeburgo | Elisabetta di Meißen               |                                    |  |  |       |  |  |                     |  |  |                     |  |
| Giovanni l'Alchimista          | Federico I di Brandeburgo |                                    |                                    |  |  |       |  |  |                     |  |  |                     |  |
|                                |                           | Elisabetta di Baviera-Landshut     | Federico di Baviera-Landshut       |  |  |       |  |  |                     |  |  |                     |  |
|                                |                           | Elisabetta di Baviera-Landshut     | Federico di Baviera-Landshut       |  |  |       |  |  |                     |  |  |                     |  |
|                                |                           | Elisabetta di Baviera-Landshut     | Maddalena Visconti                 |  |  |       |  |  |                     |  |  |                     |  |
| Barbara di Brandeburgo         |                           | Elisabetta di Baviera-Landshut     |                                    |  |  |       |  |  |                     |  |  |                     |  |
|                                |                           | Rodolfo III di Sassonia-Wittenberg | Venceslao I di Sassonia-Wittenberg |  |  |       |  |  |                     |  |  |                     |  |
|                                |                           | Rodolfo III di Sassonia-Wittenberg | Venceslao I di Sassonia-Wittenberg |  |  |       |  |  |                     |  |  |                     |  |
|                                |                           | Rodolfo III di Sassonia-Wittenberg | Cecilia da Carrara                 |  |  |       |  |  |                     |  |  |                     |  |
| Barbara di Sassonia-Wittenberg |                           | Rodolfo III di Sassonia-Wittenberg |                                    |  |  |       |  |  |                     |  |  |                     |  |
|                                |                           | Barbara di Legnica                 | Rupert I di Legnica                |  |  |       |  |  |                     |  |  |                     |  |
|                                |                           | Barbara di Legnica                 | Rupert I di Legnica                |  |  |       |  |  |                     |  |  |                     |  |
|                                |                           | Barbara di Legnica                 | Edvige di Sagan                    |  |  |       |  |  |                     |  |  |                     |  |
|                                |                           | Barbara di Legnica                 |                                    |  |  |       |  |  |                     |  |  |                     |  |